# Peng Zhen

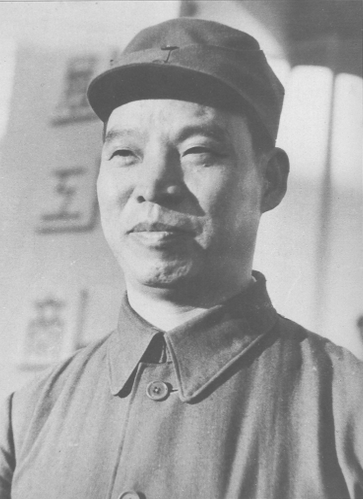
Peng Zhen, 1945

Peng Zhen (chinesisch 彭真, Pinyin Péng Zhēn, W.-G. P'eng Chen; * 12. Oktober 1902 in Quwo in der Provinz Shanxi; † 26. April 1997 in Peking) war Bürgermeister und 1. Sekretär des Stadtparteikomitees von Peking sowie Vorsitzender der sogenannten Fünf-Mann-Gruppe. Peng gilt als eines der ersten Mitglieder des Politbüros der Kommunistischen Partei Chinas, der 1966 in der Kulturrevolution öffentlich erniedrigt wurde. Nach seiner Rehabilitierung war er Vorsitzender des Nationalen Volkskongresses der Volksrepublik China. Er gehörte wie Deng Xiaoping, zu den so genannten „Acht Unsterblichen“, die noch in den 1990er Jahren großen Einfluss auf die Politik in China ausübten.

## Leben und politische Karriere
Peng Zhen wurde als Sohn von Bauern in Quwo in Chinas nördlicher Provinz Shanxi geboren. Trotz seiner ärmlichen Herkunft besuchte er dort eine Mittelschule und trat bald der kommunistischen Untergrundorganisation der Sozialistischen Jugendliga bei. Seine politischen Untergrundtätigkeiten gegen die nationalistische Regierungspartei Kuomindang brachten ihm im Jahre 1923 erstmals eine Haftstrafe ein. Im selben Jahr wurde er nach seiner Freilassung Mitglied der Kommunistischen Partei Chinas (KPCh). Neben seiner Parteitätigkeit war Peng in diversen Gewerkschaften aktiv und bekleidete zeitweilig den Sekretärsposten des Allgemeinen Chinesischen Gewerkschaftsbundes. 1928 wurde er Mitglied des Stadtparteikomitees der Kommunistischen Partei Chinas in Peking und des Provinzparteikomitees Hebei, bevor er 1929 wegen revolutionärer Tätigkeiten abermals zu sechs Jahren Gefängnis verurteilt wurde. Wieder in Freiheit, war er maßgeblich an der Organisierung des Guerillawiderstands gegen die Invasion japanischer Truppen im Norden des Landes beteiligt und stieß 1936 in Yunnan nach dem Langen Marsch zur Führungsspitze der Partei um Mao Zedong.
Zunächst blieb Peng unabhängig von der Parteizentrale. Unter Mao Zedong stieg er nach dem Langen Marsch aber alsbald zum Sekretär im Nordchinabüro des Zentralkomitees auf und war mit regionalen Parteiaufgaben in den Grenzregionen von Shanxi und Hebei betraut. Auf dem 7. Parteikongress der KPCh's 1945 in Yan’an wurde Peng ins Zentralkomitee gewählt und stieg nach Kriegsende zum Politkommissar unter General Lin Biao in der Mandschurei auf. Nach Ausrufung der Volksrepublik China am 1. Oktober 1949 wurde Peng 1. Sekretär des Stadtparteikomitees von Peking und Mitglied des zentralen Volksregierungsrates, dem Kabinett der KPCh's. Im März 1951 folgte seine Ernennung zum Bürgermeister der Hauptstadt Peking. Im September 1954 wurde Peng stellvertretender Vorsitzender des Ständigen Ausschusses des Nationalen Volkskongresses und dessen Generalsekretär. Ab 1956 fungierte er hinter Deng Xiaoping als 2. Sekretär im Sekretariat des Zentralkomitees.

## Der Sturz Peng Zhens
Der Abstieg begann im Jahre 1966 und fiel mit den Anfängen der Kulturrevolution zusammen. Zwei Jahre zuvor hatte Mao Zedong nach den katastrophalen Folgen des Großen Sprungs nach Vorne und der aufkeimenden Kritik an seinem Führungsstil die Fünf-Mann Gruppe eingerichtet. Diese bestand aus Peng und weiteren altgedienten Parteikadern, die zur Sicherung der Vormachtstellung Mao Zedongs die Kulturrevolution einleiten sollten. Mit der Berufung Pengs wurden insgeheim aber noch weitere Zwecke verfolgt: dem Parteivorsitzenden ging es vornehmlich um die Schwächung der Parteispitze in Peking und den Ausbau seines Einflusses. Daneben spielte noch seine Frau Jiang Qing eine entscheidende Rolle. Die ehemalige Schauspielerin aus Shanghai hegte eine starke Abneigung gegen Peng, seit dieser seinen Einfluss genutzt hatte, um eines ihrer Theaterstücke abzusetzen. Einmal mehr wurde Peng nun wegen eines Theaterstück tätig. Die Fünf-Mann Gruppe hatte sich Ende des Jahres 1965 mit einem Stück Wu Hans auseinanderzusetzen. Der Vizebürgermeister von Peking, der somit zugleich der Stellvertreter Pengs war, hatte das Stück Hai Rui wird entlassen geschrieben. In dieser Geschichte ging es um den Beamten Hai Rui zur Zeit der Ming-Dynastie. Das Stück entstand durch eine Initiative der Partei und wurde nach ersten Aufführungen auch entsprechend wohlwollend von der Parteiführung und Mao Zedong aufgenommen. Später sah er aber in dem Inhalt einen gezielten Angriff auf seine Person und seinen Führungsstil. Da er die vermeintliche Kritik Wu Hans nicht hinnehmen wollte, beauftragte er Peng und seine Gruppe mit der Analyse und anschließender Stellungnahme zum Theaterstück. Zunächst vermied Peng jegliche Kritik und gab Wu Han sogar Rückendeckung: als 1. Sekretär des Stadtparteikomitees von Peking und Bürgermeister der Hauptstadt stand Wu Han unter Pengs doppelten Schutz. Durch einen entlastenden Bericht der Gruppe wurde eine erste Kampagne gegen Wu Han in Peking verhindert. Weil sich ein Angriff nicht vorbei an der politischen Führung Pekings einleiten ließ, wurde daraufhin Jiang Qing nach Shanghai geschickt. Mithilfe ihres Einflusses aus der Zeit als Schauspielerin sorgte sie für die Verbreitung eines Zeitungsartikels, in dem das Theaterstück scharf angegriffen wurde. Dass Mao Zedong den Artikel persönlich gegengelesen und letztlich selbst forciert hatte, blieb dabei lange Zeit geheim.
Die Vorkommnisse in Shanghai richteten sich unmittelbar gegen die Pekinger Parteiführung. Zu dieser Zeit geriet Peng zunehmend zwischen die Fronten: als Bürgermeister Pekings, der gleichzeitig der Gruppe vorstand, die eine Untersuchung gegen Wu Han durchzuführen hatte, sah Peng in dem Angriff gegen seinen Vize einen Angriff gegen sich selbst. Doch zunächst ignorierte er die Attacke und verbot eine weitere Verbreitung des Zeitungsartikels in Peking und dem restlichen China. Erst nachdem Peng von der Mitwirkung Maos erfuhr, genehmigte er einen Nachdruck des Artikels. Mit der Mehrheit der Fünf-Mann-Gruppe hinter sich konnte Peng zwar weitere negativkritische Publikationen gegen das Theaterstück verhindern. Er widersprach dadurch aber den Vorgaben Maos. Während es sich für Peng bei der Analyse des Theaterstücks lediglich um einen akademischen Streit handelte, blieb Mao bei seiner Meinung, es kritisiere die Absetzung Peng Dehuais durch Mao Zedong. Daraufhin entbrannte eine öffentliche Debatte um das Theaterstück, die im Februar-Leitfaden der Fünf-Mann-Gruppe gipfelte. Dieser Bericht sprach Wu Han von sämtlichen Anschuldigungen frei. Nachdem der Ständige Ausschuss des Politbüros den Inhalt des Berichts abgesegnet hatte, wurde Mao informiert. Mao zeigte sich mit den Ergebnissen der von ihm eingesetzten Untersuchungsgruppe gegenüber Peng zwar weitgehend einverstanden, bereitete zu diesem Zeitpunkt jedoch im Geheimen bereits weitere Schritte gegen die Pekinger Führungsriege vor. Mit dem vermeintlichen Wissen um Maos Rückhalt leitete Peng den Bericht an das Zentralkomitee weiter und sorgte für eine landesweite Verbreitung.
Peng bezog damit in der Öffentlichkeit eine eindeutige Stellung zugunsten Wu Hans und ermöglichte Mao damit erst seinen Angriff. Nach einem Forum in Shanghai kritisierte Mao sowohl die Parteiführung in Peking als auch Peng während zweier Treffen des Ständigen Ausschuss des Politbüros im März und April des Jahres 1966 in Hangzhou. Mao bezeichnete Peng als einen Gegner der Kulturrevolution und brandmarkte ihn als Revisionisten und Konterrevolutionär. Nach den persönlichen Attacken Maos erkannte Peng seine missliche Lage. In einem verzweifelten Versuch sich zu verteidigen, begab er sich auf die Seite Maos und wendete sich schließlich doch noch gegen Wu Han. Der Vorsitzende hatte Peng zu diesem Zeitpunkt aber schon fallen gelassen. Auf einem Treffen des Parteisekretariats im April 1966 wurde Peng aller seiner Ämter enthoben und die Fünf-Mann Gruppe aufgelöst. Bei einem weiteren Treffen des Politbüros im Mai 1966 wurde ihm der Vorwurf der Widersetzung gegen Mao und dessen Denken gemacht. Auf dem 11. Plenum des Zentralkomitees wurden die Entscheidungen des Politbüros allesamt gebilligt und Peng aus dem Politbüro entlassen. Es folgte die Absetzung als Bürgermeister und 1. Sekretär des Stadtparteikomitees Pekings.
Nach dem Verlust seiner politischen Ämter machte man Peng in den folgenden Jahren immer wieder zur Zielscheibe heftiger Angriffe: er wurde auf radikalen Massenveranstaltungen den Roten Garden vorgeführt und von ihnen denunziert. Ohne Anklage und gerichtliches Verfahren wurde er anschließend ins Gefängnis geworfen. Schließlich verschwand Peng für fast ein Jahrzehnt als Arbeiter auf dem Lande aus der Öffentlichkeit.

## Rehabilitation
Nach Maos Tod im Jahre 1976 sorgte Deng Xiaoping für die Rückkehr Pengs in das Politbüro. Aber erst nach dem Sturz der Viererbande sprach man auch von dessen Rehabilitierung. Peng wurde 1977 zunächst zum 2. Sekretär im Parteiausschuss der Provinz Guangdong ernannt. 1979 kehrte er nach Peking zurück. Peng erhielt seinen vormaligen Posten als Bürgermeister nicht zurück, es folgte aber die Wiederaufnahme in das Zentralkomitee und in das Politbüro. Im November 1979 wurde er zum stellvertretenden Vorsitzenden des Ständigen Ausschusses des Nationalen Volkskongresses ernannt und im folgenden Monat zum Vorsitzenden eines neugeschaffenen Rechtsausschusses gewählt. Als Leiter verschiedener „Politisch-Legaler Kommissionen“ übernahm er erneut die Kontrolle der Staatssicherheit und stellte schrittweise den Apparat der Geheimdienste wieder her. Auf Drängen Deng Xiaopings ließ sich Peng 1983 auch zum Vorsitzenden des Nationalen Volkskongresses wählen.
Ab Mitte der 1980er Jahre zog sich Peng zunehmend aus der aktiven Politik zurück. Nachdem er im März 1987 noch die 5. Sitzung des 6. Nationalen Volkskongresses geleitet hatte und im Oktober 1987 noch Mitglied des Ständigen Komitees des 13. Parteikongresses gewesen war, dankte er im November 1987 als Mitglied des Politbüros und des Zentralkomitees der KPCh ab. Trotz seines Rückzugs erhielt sich Peng seinen weitreichenden Einfluss und äußerte sich weiterhin zu aktuellen Fragen. So rechtfertigte er unter anderem das Tian’anmen-Massaker im Juni 1989 aus Gründen der Staatsraison und Machterhaltung der Partei.
Peng war mit Zhang Jieping verheiratet und hatte mehrere Kinder. Er starb im Alter von 94 Jahren in Peking am 26. April 1997.